# قنسطنطين قنسطنطينوفيتش
الدوق الأكبر قنسطنطين قنسطنطينوفيتش من روسيا (بالروسية:Константи́н Константи́нович)؛ (22 أغسطس 1858 - 15 يونيو 1915) حفيد إمبراطور روسيا نيكولاي الأول، شاعر وكاتب مسرحي ألف عدداً من المسرحيات عن بعض المشاهير، وكان يكتب أعماله تحت الاسم المستعار (K.R) اختصاراً لاسمه قنسطنطين رومانوف.

## النشأة
هو الطفل الرابع للدوق الأكبر قنسطنطين نيكولايفيتش من روسيا وزوجته الأميرة ألكسندرا من ساكس-ألتنبورغ. ولد الدوق الأكبر قنسطنطين قنسطنطينوفيتش في قصر قنسطنطين في سانت بطرسبورغ.

منذ طفولته كان قنسطنطين مهتماً بشكل أكبر بالأدب والفن أكثر من اهتمامه بالتنشئة العسكرية التي يتلقاها في العادة الصبيان في عائلة رومانوف، ومع ذلك تم إرساله للخدمة في البحرية الإمبراطورية الروسية.
لم يكن قنسطنطين راضياً عن هذا الخيار، فترك البحرية لينضم إلى فوج إزمايلوفسكي للنخبة في الحرس الإمبراطوري الروسي، حيث خدم بامتياز.

## حياته العامة
كان الدوق الأكبر قنسطنطين قنسطنطينوفيتش فناناً وراعياً للفن الروسي، وعازف بيانو موهوب. وكان رئيس الجمعية الموسيقية الروسية، حيث يعتبر الموسيقار تشايكوفسكي أحد أصدقاءه المقربين. لكنه كان معروفاً بشكل أكبر كرجل أدب. حيث أسس العديد من الجمعيات الأدبية الروسية. وقد جعله ولعه بـ (السلافوفيليا) وتفانيه في أداء الواجب محبوباً لدى كلٍ من ألكسندر الثالث ونيكولاي الثاني.

أصبح قنسطنطين رئيساً للأكاديمية الروسية للعلوم، ولاحقاً رئيساً لجميع الكليات العسكرية. وفي عام 1902 أصبح عضو شرف في الأكاديمية الملكية السويدية للعلوم، كما أُسندت اليه قيادة البعثة السويدية - الروسية لقياس خط الطول عند المنطقة القطبية الشمالية، ومعرفة ما إذا كانت الكرة الأرضية أكثر تسطحاً عند القطب.

كان الدوق الأكبر قنسطنطين وزوجته الدوقة الكبرى إليزابيث مافريكييفنا من بين القلائل من عائلة رومانوف الذين كانت تربطهم علاقة وطيدة بالإمبراطور نيكولاي الثاني وزوجته الإمبراطورة
ألكسندرا فيودوروفنا واللذان كانا يُثمنان تفاني الدوق الأكبر قنسطنطين من اجل أسرته، على النقيض من الحياة العبثية لباقي الدوقات من الأسرة الامبراطورية.

كان الدوق الأكبر قنسطنطين صديقاً مقرباً للدوقة الكبرى إليزابيث فيودوروفنا وهي أميرة ألمانية تزوجت من ابن عمه الدوق الأكبر سيرغي ألكسندروفيتش، وقد كتب عنها قصيدة تبرز إعجابه بها عند مجيئها إلى روسيا لأول مرة، وكان من القلائل من أفراد الأسرة الإمبراطورية الذين ذهبوا إلى موسكو لحضور جنازة زوجها الدوق الأكبر سيرغي ألكسندروفيتش الذي قُتل بتفجير قنبلة عام 1905.

## حياته الجنسية

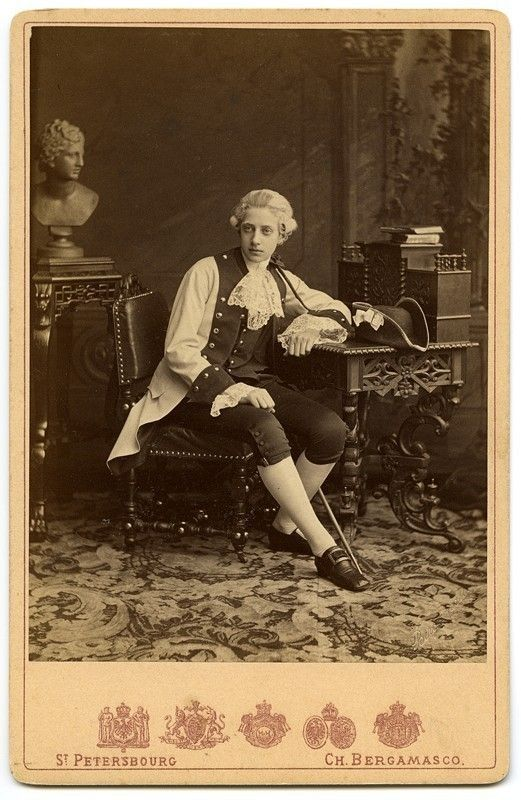
الدوق الأكبر قنسطنطين قنسطنطينوفيتش في دور موزارت، 1880.

على الرغم من أن الدوق الأكبر قنسطنطين كان قدوة ومتفانيا في حياته العامة، إلا انه كان يعاني في حياته الخاصة من اضطراب شديد. ولولا نشر مذكراته الصريحة والمثيرة للاهتمام والتي نشرت عام 1994،  لم يكن للعالم ان يعلم بأن هذا الرجل الأكثر أَبناءاً بين دوقات عائلة رومانوف، الأب لتسعة أطفال، كان مُعذَّبَاً بسبب مشاعره المِثلية.

كما ذكر، كانت تجربته المثلية الأولى في الحرس الأمبراطوري. وقد بذل جهداً كبيراً في كبت مشاعره المثلية، لكن على الرغم من حبه لزوجته إلا انه لم يتمكن من مقاومة الاغراءات المعروضة على شخص بمثل مركزه ورفاهيته.
ذكر الدوق الأكبر قنسطنطين في مذكراته بانه بين عامي 1893 و 1899 بقي بعيداً عن ممارسة ما أسماها بـ«خطيئته الرئيسية».

بعد ولادة طفله السابع أصبح قنسطنطين زائراً دائماً للعديد من دور الدعارة الرجالية في سانت بطرسبورغ. في عام 1904 كتب في مذكراته:
```
«أَمرتُ حوذي العربة بالانصراف، وواصلت السير مشياً بعيداً نحو الحمّام (حمّام المثليين)، كنتُ أنوي السير مباشرة. لكن من دون الوصول إلى جسر بيفيجسكي عدتُ ودَخلت. وهكذا استسلمت من جديد، من دون الكثير من المقاومة، لميولي المنحرفة».
```

كانت قصص مقاومة الإغراء والاستسلام له موضوعاً عاماً في مذكرات الدوق الأكبر قنسطنطين قنسطنطينوفيتش.

مع نهاية عام 1904، أصبح قنسطنطين مرتبطاً إلى حدٍ ما بشاب جذاب يدعى ياتسكو، «لقد أرسلتُ في طلب ياتسكو وقد جاءني هذا الصباح، وبسهولة اقنعته بان يكون صريحاً. لقد كان من الغريب لي سماعه وهو يصف الخصائص المألوفة: لم يشعر بالانجذاب أبداً إلى أي امرأة، وأنه شعر بالافتتان بالرجال عدة مرات. لم أعترف له بأني قد أحسست بهذه المشاعر من تجربتي الشخصية. بقينا أنا وياتسكو نتحدث لفترة طويلة، وعندما أراد الذهاب قام بتقبيلي على وجهي ويدَيَّ، لم يكن يجدر بي السماح بذلك، بل كان علي دفعه بعيداً عني، وقد عانيت بعد ذلك من مشاعر غامضة من الندم والخجل. وقد أخبرني بعد ذلك بأنه ومنذ لقاءنا الأول، كانت روحه ممتلئة بمشاعر هائجة تجاهي أخذت بالازدياد مع الوقت. كم يذكرني هذا بشبابي!».

بعد أيام قلائل، إلتقى قنسطنطين وياتسكو مرة أخرى، وتطورت علاقة بين الاثنين.

في سنوات قنسطنطين الأخيرة، كَتبَ عن دوافعه المثلية بشكل أقل وأقل، سواء منذ وصوله إلى تسوية مع ضميره، أو مع تقدمه الطبيعي في العمر، أو بسبب تدهور حالته الصحية.

## حياته الأدبية والفنية

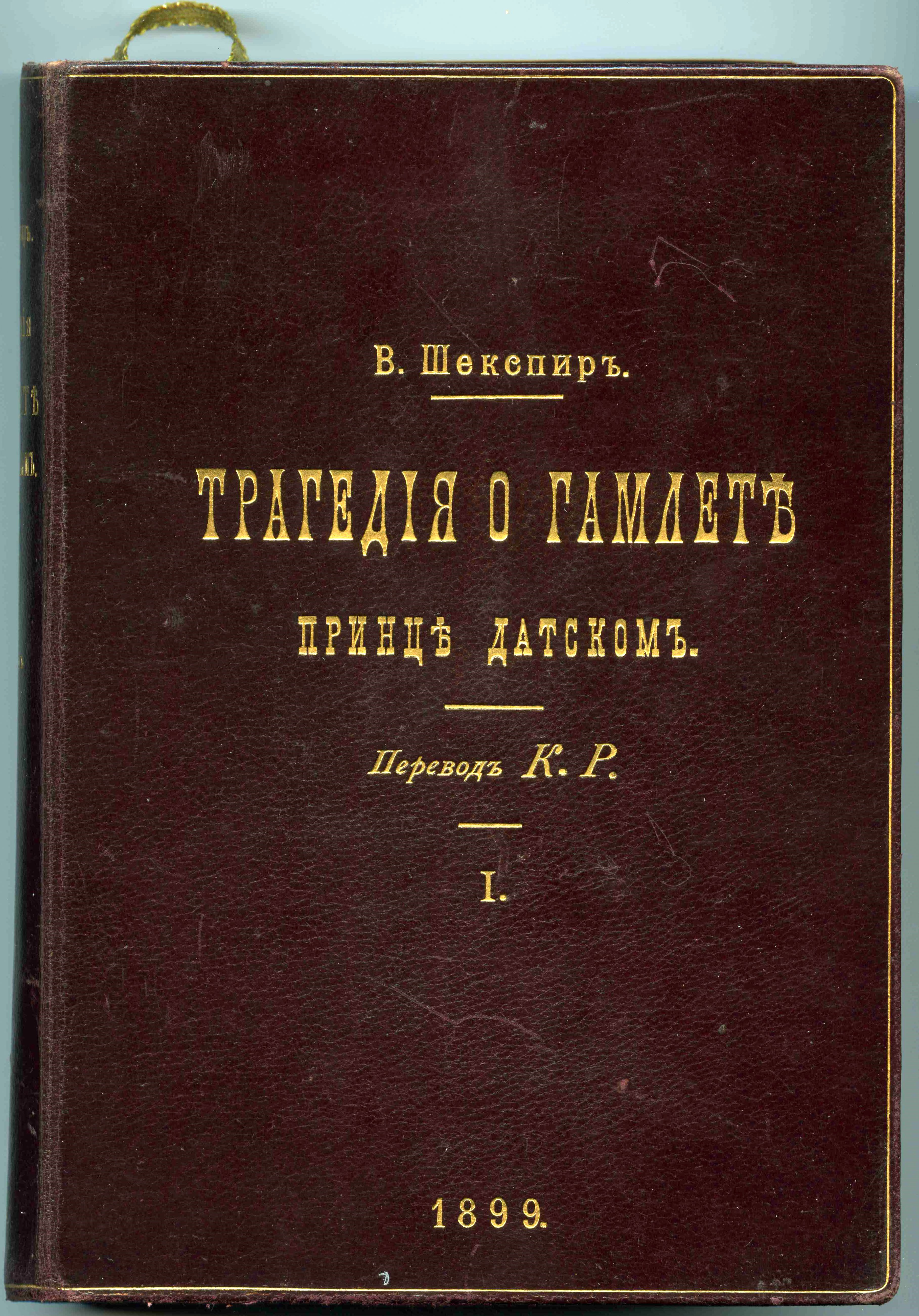
ترجمة الدوق الأكبر قنسطنطين لمسرحية هاملت لويليام شكسبير. طبعت في سانت بطرسبورغ 1899.

نشر قنسطنطين أول خمس قصائد له في جريدة فيستنك إيفروبي عام 1882 بعنوان «في البندقية»، مجموعته الشعرية الأولى والتي تضمنت قصائد كتبها بين عامي 1879 و 1885 نشرت في عام 1886. أما قصيدته «سيباستيان الشهيد» فقد نشرت عام 1888، تلتها المجموعات: «قصائد جديدة لـ K.R» و «المجموعة الشعرية الثالثة لـ K.R» عام 1900، و«قصائد لـ K.R» عام 1901.

ترجم قنسطنطين أعمالاً لأدباء أجانب (من بينهم شيلر وغوته) إلى اللغة الروسية، وكان فخوراً بشكل خاص بترجمته الروسية لمسرحية هاملت لشكسبير.
 وإضافة إلى كونه شاعراً ومؤلفاً مسرحياً فقد كان يبدي اهتماماً كبيراً بإخراج مسرحياته. وظهر كذلك كممثل في مسرحيته الأخيرة (ملك يهوذا) حيث لعب دور يوسف الرامي.

تميزت أعمال قنسطنطين الشعرية بأنها ذات طابع لحني، فتم استخدامها في العديد من الأعمال الموسيقية، أشهرها قصيدته «فتحتُ النافذة» التي لحنها الموسيقار تشايكوفسكي.

اما أغنية «صديقي المسكين توفي في المستشفى العسكري» والتي كتب كلماتها وغنتها ناديزدا بليفيتسكايا ولحنها جاكوب بريغوغين عام 1909، والمسجلة على الغرامافون، ونشرت في مختلف انحاء الامبراطورية الروسية، فقد اكتسبت شعبية كبيرة خصوصاً بين الجنود الروس خلال الحرب العالمية الأولى، حتى ان المهاجرين الروس نقلوها معهم إلى مختلف بقاع العالم.
 ومن آثار انتشار تلك الأغنية أن قامت السلطات الروسية باعتماد قواعد دفن العسكريين من الرتب الدنيا كمثال على احترام الدولة للجنود أياً كانت رتبهم أو وضعهم الاجتماعي. 

## الزواج والعائلة

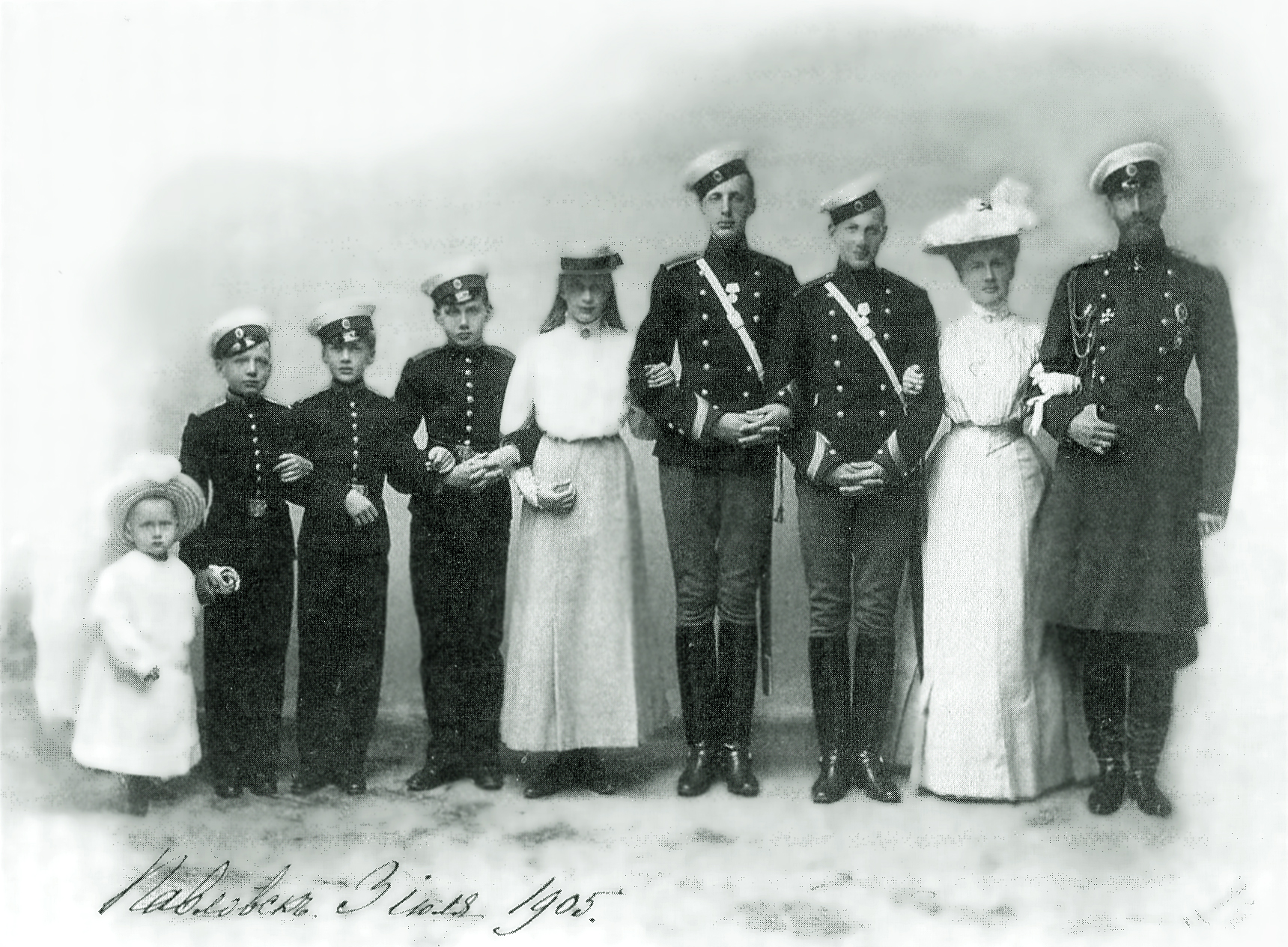
الدوق الأكبر قنسطنطين قنسطنطينوفيتش مع زوجته وأطفاله

في عام 1884 تزوج الدوق الأكبر قنسطنطين قنسطنطينوفيتش في سانت بطرسبورغ من قريبته الأميرة إليزابيث من ساكس-ألتنبورغ، وبموجب هذا الزواج حملت لقب الدوقة الكبرى، وأصبح اسمها الروسي إليزاڤيتا ماڤريكييڤنا. وكانت تُعرف بين أفراد عائلتها بـ «ماڤرا».

كان قنسطنطين بكل المقاييس مخلصاً لزوجته ومكرساً نفسه لعائلته، وأباً محباً لأطفاله. وكانت إقامته مع أفراد أسرته في قصر بافلوفسك، وهو أحد قصور ضواحي سانت بطرسبورغ، وكان القصر المفضل لِجَدِّه الأكبر الإمبراطور بافل الأول.

أثمر زواج قنسطنطين عن تسعة أطفال:

•	الأمير إيوان (1886-1918)

•	الأمير غابريل (1887-1955)

•	الأميرة تاتيانا (1890-1979)

•	الأمير قنسطنطين (1891-1918)

•	الأمير أوليغ (1892-1914)

•	الأمير إيغور (1894-1918)

•	الأمير جيورجي (1903-1938)

•	الأميرة ناتاليا (توفيت بعمر شهرين، 1905)

•	الأميرة ڤيرا (1906-2001)

تزوج الأمير إيوان في عام 1911 من الأميرة هيلين من صربيا (ابنة الملك بيتر الأول ملك صربيا). وتزوجت الأميرة تاتيانا من الأمير الجورجي قنسطنطين باغراتيون-مورانسكي.

كان أطفال قنسطنطين أول من خضعوا لقانون الأسرة الامبراطورية الجديد الذي أُقرَّ من قبل الإمبراطور ألكسندر الثالث في عام 1886. والذي أَعلن بأنه من الآن فصاعداً، فقط أطفال القيصر أو أحفاده المباشرين من خط الذكور سيحملون لقب الدوق الأكبر والدوقة الكبرى، وستحمل سلالتهم لقب أمير روسيا أو أميرة روسيا. وكان الهدف من هذا القانون تقليل عدد الأمراء الذي يحصلون على رواتب عن هذا اللقب.

## سنوات الحرب ووفاته
عند اندلاع الحرب العالمية الأولى كان الدوق الأكبر قنسطنطين وزوجته في ألمانيا للاستشفاء في مدينة باد فيلدونغن. حاول الزوجان الإسراع في العودة إلى بلدهما بدلاً من الوقوع بأيدي الأعداء الألمان، إلا ان خطتهما باءت بالفشل حيث قُبض عليهما، وأعلنت السلطات الألمانية أنهما سجينين سياسيين.
أرسلت الدوقة الكبرى إليزابيث رسالة إلى الإمبراطور الألماني فيلهلم الثاني وزوجته الامبراطورة أوغستا فيكتوريا لمساعدتهما. وأخيراً سُمح للدوق الأكبر قنسطنطين وزوجته وحاشيتهما بمغادرة ألمانيا ونقلهما إلى أول محطة روسية، حيث اضطر قنسطنطين رغم صحته الضعيفة للسير على قدميه عبر الخطوط الأمامية للجبهة، وبمرور الوقت تمكن قنسطنطين وزوجته من الوصول إلى سانت بطرسبورغ التي تغير اسمها إلى بتروغراد، وكان قنسطنطين في وضع صحي سيء.

كانت السنة الأولى للحرب قاسية على عائلته المباشرة. فخمسة من أبنائه الستة خدموا في الجيش الروسي. في أكتوبر 1914 قُتل ابنه الرابع والأكثر موهبة  أوليغ بعد إصابته إصابة قاتلة اثناء القتال ضد الألمان. وفي شهر مارس التالي، قُتل صهره الأمير قنسطنطين باغراتيون مورانسكي في جبهة القوقاز.
 تأثرت معنويات الدوق الأكبر قنسطنطين بسبب هذه الخسائر وتدهورت صحته حتى توفي في 15 يونيو 1915.

## مصير عائلته بعد الثورة الروسية

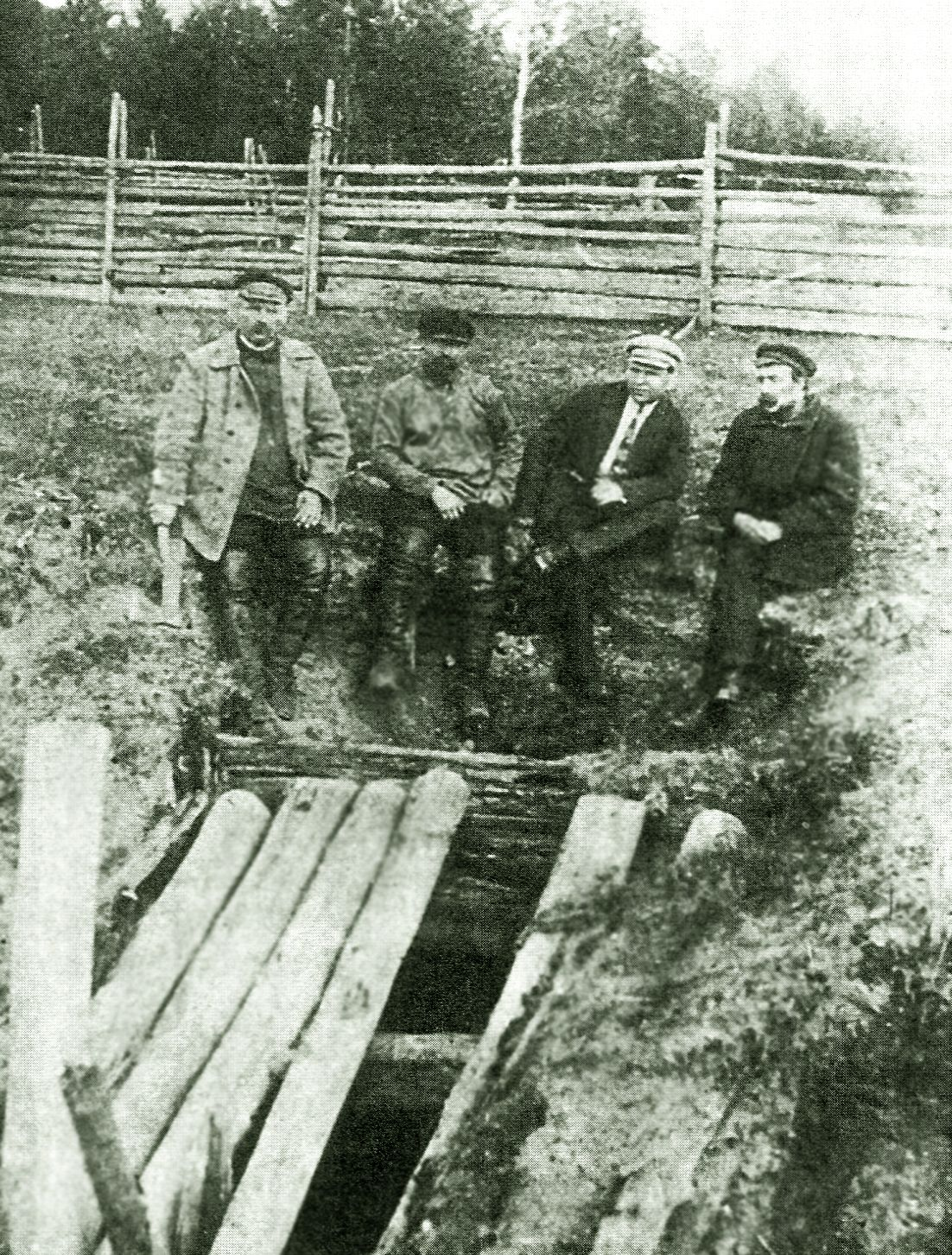
الحفرة التي عُثر فيها على جثامين ثلاثة من أبناء الدوق الاكبر قنسطنطين في ألابايفسك.

بعد تسلم البلاشفة للسلطة في روسيا عقب قيام الثورة البلشفية في أكتوبر 1917، تم القبض على أربعة من ابناءه وهم الأمراء إيوان، وغابريل، وقنسطنطين، وإيغور. تم إبقاء الأمير غابريل في بتروغراد بسبب مرضه، وتم نقل الثلاثة الباقين إلى ألابايفسك وهي بلدة صغيرة في الأورال. وهناك تم اعتقالهم عدة شهور، وكان معهم في الاعتقال الدوقة الكبرى إليزابيث فيودوروفنا، والدوق الأكبر سيرغي ميخايلوفيتش، والأمير فلاديمير بالي.

في ليلة 17-18 يوليو 1918 (بعد 24 ساعة من إعدام الإمبراطور نيكولاي الثاني وزوجته وعائلته في ييكاتيرينبرغ)، تم ذبح سجناء ألابايفسك على يد معتَقِليهم البلاشفة، وتمكن أفراد الجيش الأبيض من استخراج جثثهم من حفرة متروكة، وتمت إعادة دفنهم في كنيسة الشهداء بالقرب من العاصمة الصينية بكين.

أما الأمير غابريل فقد تم إطلاق سراحه بوساطة من الأديب الروسي مكسيم غوركي المقرب من الزعيم البلشفي فلاديمير لينين، والذي سعى دون جدوى لإنقاذ حياة عدد آخر من أمراء أسرة رومانوف المعتقلين. وتمكن غابريل وزوجته (التي تزوجها بعد ثورة فبراير 1917) من الهجرة والاستقرار في باريس حيث توفي في عام 1955.

أما الأميرة الأرملة تاتيانا فقد هربت إلى رومانيا ومنها إلى سويسرا برفقة اطفالها، ثم أصبحت راهبة وتوفيت في القدس عام 1979.

بقيت زوجة الدوق الأكبر قنسطنطين وأصغر أولادها جيورجي وڤيرا في قصر بافلوفسك طوال فترة الحرب العالمية الأولى، وخلال فترة الفوضى التي رافقت نشوء حكومة روسيا المؤقتة، وفي اعقاب الثورة البلشفية، في خريف 1918 سمحت لهم السلطات البلشفية بمغادرة روسيا على متن سفينة إلى السويد بعد أن وجهت لهم دعوة من قبل ملكة السويد. وبعد وصولهم إلى ميناء ستوكهولم كان في استقبالهم الأمير غوستاف أدولف لينقلهم إلى القصر الملكي. حيث بقوا في السويد لسنتين الا انهم اضطروا للمغادرة بسبب الحياة المكلفة بالنسبة لهم، فانتقلوا إلى بلجيكا تلبية لدعوة الملك ألبرت الأول، وبعد فترة انتقلوا إلى المانيا حيث استقروا في آلتنبورغ. توفيت الدوقة الكبرى في لايبزغ في 24 مارس 1927.
 توفي الأمير جيورجي في نيويورك عام 1938، اما الاميرة ڤيرا فقد استقرت في ألمانيا حتى احتلال السوفييت لشرق ألمانيا، فغادرت إلى هامبورغ، وفي عام 1951 غادرت إلى الولايات المتحدة حيث توفيت في نيويورك عام 2001.

اعتباراً من 2005، أصبح للدوق الأكبر قنسطنطين قنسطنطينوفيتش على الأقل عشرة من أحفاد الأحفاد: ثلاثة أبناء للأميرة يكاترينا (حفيدة الدوق الأكبر قنسطنطين وابنة الأمير إيوان) وأحفادها السبعة، أحدهم الممثل الأمريكي سيباستيان آركيلوس.

## الأوسمة والتكريمات
حصل الدوق الأكبر قنسطنطين قنسطنطينوفيتش على العديد من الأوسمة والتكريمات من روسيا وغيرها من الدول:
روسيا
- وسام القديس أندراوس (الإمبراطورية الروسية)، درجة فارس، «26 سبتمبر 1858»
- شريط القديس جاورجيوس، فارس من الدرجة الرابعة، «15 أكتوبر 1877»

دول أخرى
- الإمبراطورية النمساوية المجرية وسام القديس ستيفان، الصليب الأكبر، «22 أبريل 1897»[9]
- الجمهورية الفرنسية الثالثة
  - وسام جوقة الشرف، الصليب الأكبر، «30 أغسطس 1875»
  - وسام السعفات الأكاديمية، «22 فبراير 1894»

## وصلات خارجية
- قنسطنطين قنسطنطينوفيتش على موقع ميوزك برينز (الإنجليزية)
- K. R. Poems (باللغة الروسية)
- The King of the Jews, (Play), Funk & Wagnalls, NY, 1914

from Archive.org